# Marsupella commutata
Marsupella commutata là một loài rêu tản trong họ Gymnomitriaceae. Loài này được (Limpr.) Bernet miêu tả khoa học lần đầu tiên năm 1888.